# Biserica de lemn din Rocșoreni

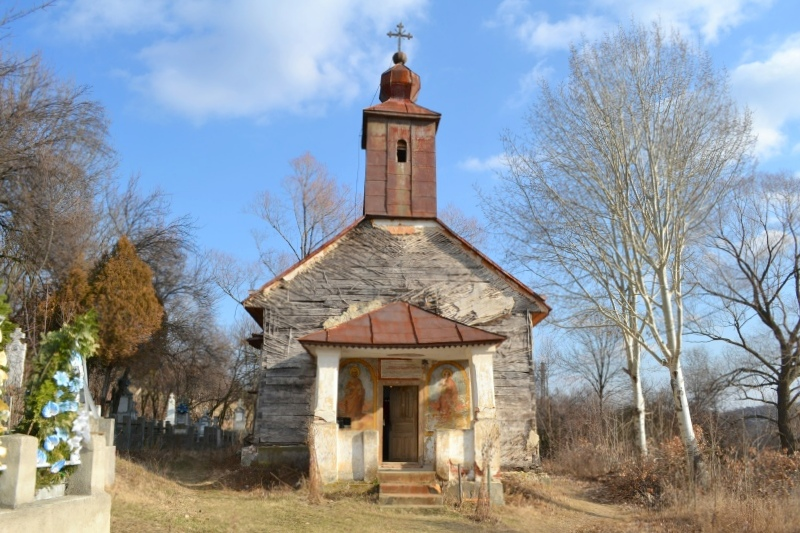
Biserica de lemn „Intrarea Maicii Domnului în Biserică” din Rocșoreni, comuna Dumbrava, județul Mehedinți.

Biserica de lemn din Rocșoreni, comuna Dumbrava, județul Mehedinți, a fost construită în secolul XVIII (1787), fiind refăcută din temelie în anul 1891. Are hramul „Intrarea Maicii Domnului în Biserică”. Biserica se află pe lista monumentelor istorice sub codul LMI:  MH-II-m-B-10391.